# Le Château de la terreur
Pour plus de détails, voir Fiche technique et Distribution.
Le Château de la terreur (titre original : The Strange Door) est un film d'horreur et historique américain réalisé par Joseph Pevney et sorti en 1951. C'est une adaptation d'une nouvelle de Robert Louis Stevenson, écrite en 1877, La Porte du Sire de Malétroit (The Sire of Maletroit's Door).

## Synopsis
Alain, le Sire de Malétroit, veut se venger de son jeune frère, Edmond, qui a épousé vingt ans auparavant la femme qu'il aimait. Celle-ci est morte en donnant naissance à une fille, Blanche. Depuis lors, Alain retient prisonnier Edmond dans un donjon de son château et a fait croire à Blanche que son père était mort. Reportant sa haine sur Blanche, il s'emploie à faire de sa vie un enfer.

## Fiche technique
- Titre français : Le Château de la terreur
- Titre original : The Strange Door
- Réalisation : Joseph Pevney
- Scénario : Jerry Sackheim, d'après la nouvelle de Robert Louis Stevenson, La Porte du Sire de Malétroit (The Sire of Maletroit's Door)
- Directeur de la photographie : Irving Glassberg
- Montage : Edward Curtiss
- Direction artistique : Bernard Herzbrun, Nathan H. Juran, Eric Orbom
- Décors : Russell A. Gausman, Julia Heron
- Costumes : Rosemary Odell
- Maquillage : Joan St. Oegger, Bud Westmore (en)
- Production : Ted Richmond, Universal International Pictures
- Pays de production :  États-Unis
- Genre : Film d'horreur
- Durée : 81 minutes
- Dates de sortie :
  - États-Unis : 8 décembre 1951
  - France : 25 avril 1952

## Distribution
- Charles Laughton : Alain de Malétroit
- Boris Karloff : Voltan
- Sally Forrest : Blanche de Malétroit
- Richard Stapley : Denis de Beaulieu
- Alan Napier : Comte Grassin
- Morgan Farley : Renville
- Paul Cavanagh : Edmond de Malétroit
- Michael Pate : Talon
- Harry Cording : un garde (non crédité)
- Herbert Evans (en) : le prêtre (non crédité)
- Franklyn Farnum : un invité au mariage (non crédité)
- Allison Hayes : une invitée au mariage (non créditée)
- George Kirby (en) : le cuisinier (non crédité)
- Barry Norton : un habitant de la ville (non crédité)
- Eddie Parker (en) : Moret (non crédité)
- Tao Porchon-Lynch : barmaid (non créditée)

## Récompenses et distinctions

### Nominations
- Saturn Award 2007 :
  - Saturn Award de la meilleure collection DVD (au sein du coffret The Boris Karloff Collection)